# ایوان میکویان
ایوان میکویان (انگلیسی: Ivan Mikoyan; ۱ سپتامبر ۱۹۲۷ – ۲۵ نوامبر ۲۰۱۶) مهندس سازه اهل ارمنستان شوروی بود.

## جوایز
وی همچنین برندهٔ جوایزی همچون جایزه دولتی اتحاد شوروی و نشان انقلاب اکتبر شده‌است.

نشان برجسته افتخار (۱۹۶۵)
نشان انقلاب اکتبر (۱۹۷۴)
جایزه دولتی اتحاد شوروی (۱۹۸۱, ۱۹۸۸)

## یادداشت
1. ↑  Ashkhen Lazarevna Tumanyan